# 6997 Laomedon
A 6997 Laomedon (ideiglenes jelöléssel 3104 T-3) egy kisbolygó a Naprendszerben. Cornelis Johannes van Houten,  Ingrid van Houten-Groeneveld és  Tom Gehrels fedezte fel 1977. október 16-án.